# География Австрии

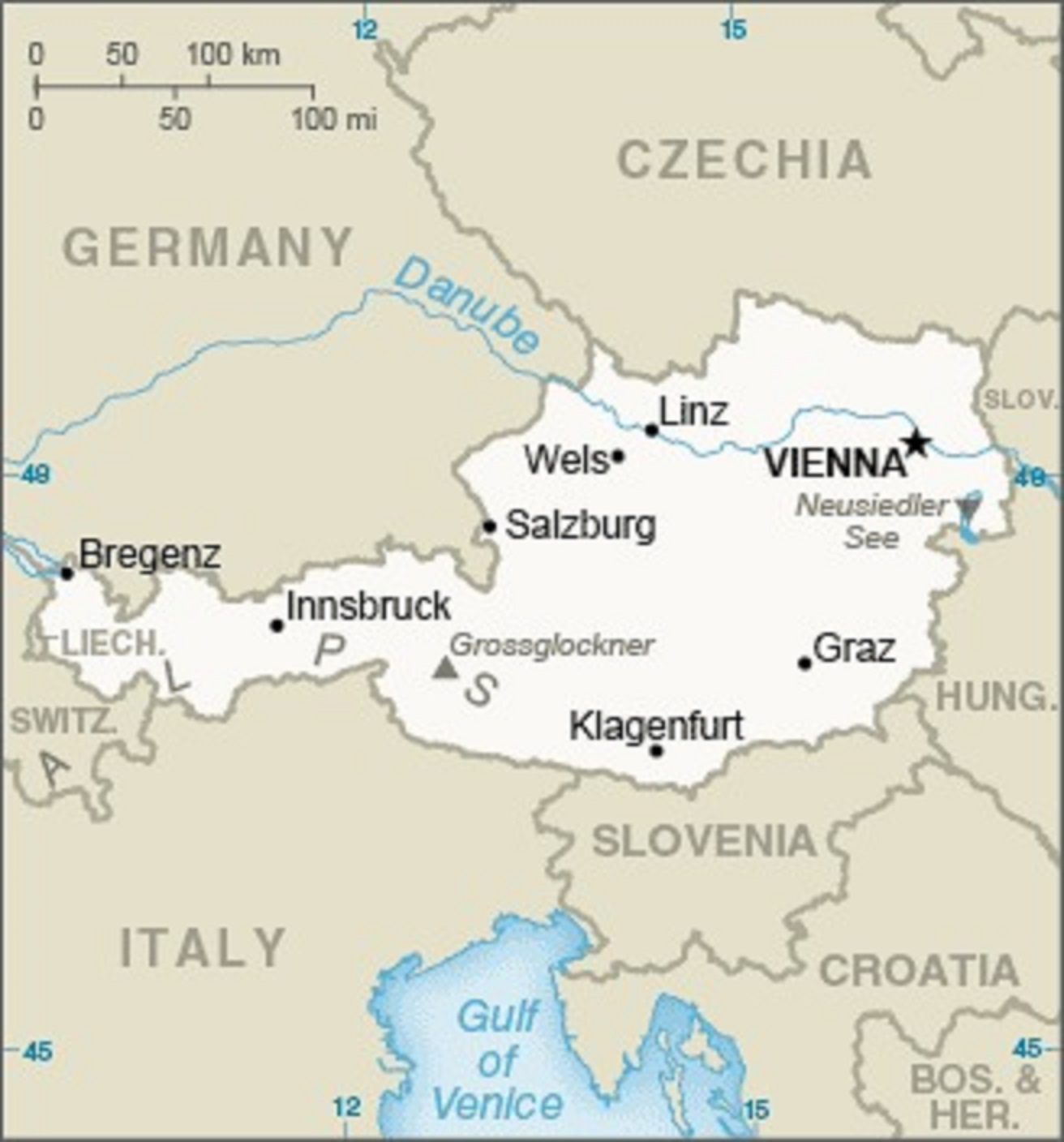
Карта Австрии

А́встрия — государство в Центральной Европе. Занимает площадь 83 879 км², из них площадь водоёмов — 1426 км². Высочайшая точка — гора Гросглокнер (3798 метров).
Австрия граничит со Швейцарией (158 километров) и Лихтенштейном (34 километра) на западе; с Германией (801 километр) и Чехией (402 километра) на севере; со Словакией (105 километров) и Венгрией (321 километр) на востоке; со Словенией (299 километров) и Италией (404 километра) на юге. Общая протяжённость границ — 2524 километра. Наибольшая протяжённость с востока на запад около 600 км, а с севера на юг — 294 км

## Рельеф

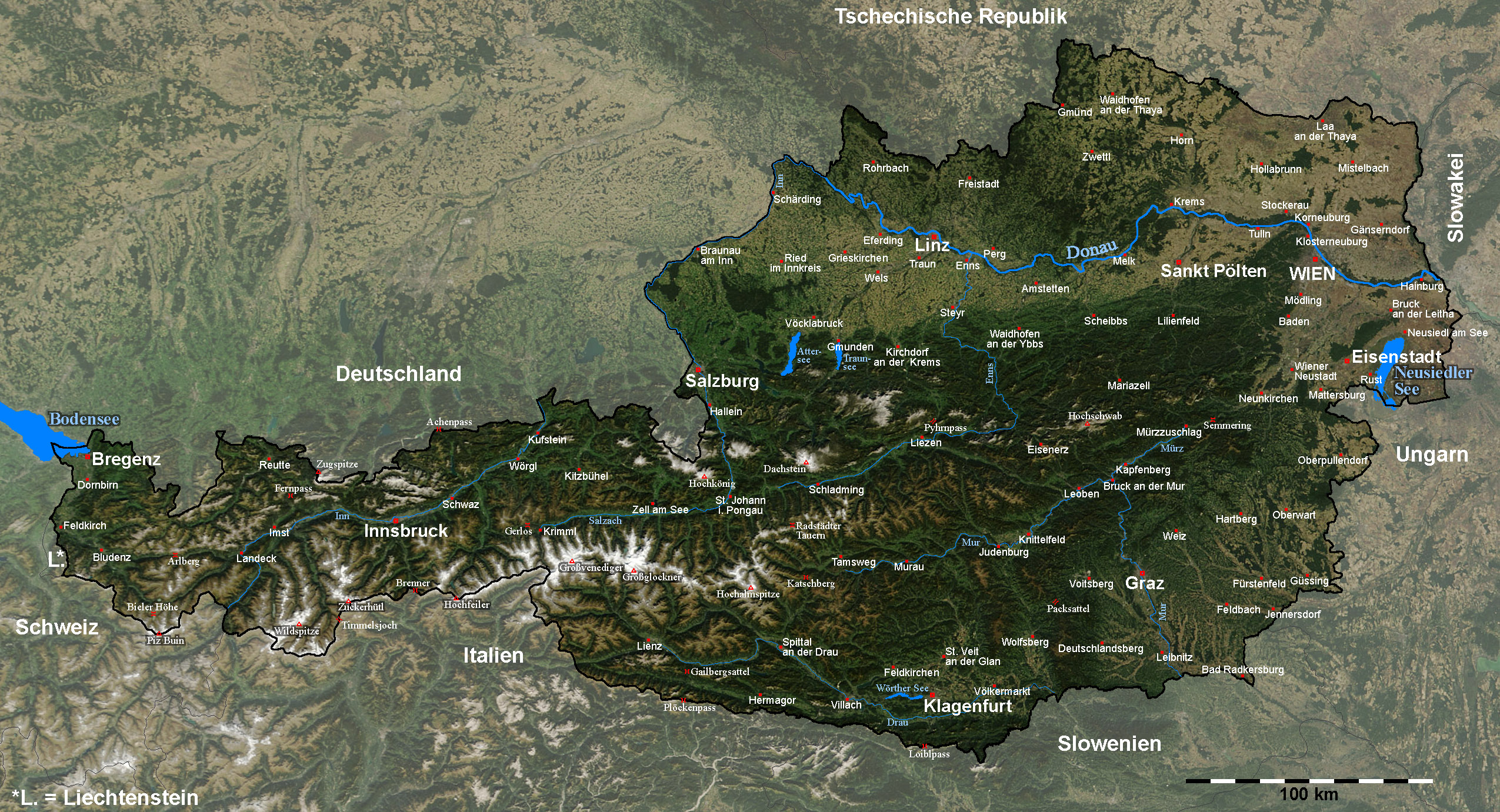
Карта на основе снимка из космоса

В рельефе преобладает низменность. 3/4 поверхности занимают молодые складчато-глыбовые и складчатые хребты Восточных Альп, объединяемые в субширотные цепи. Осевая зона гор с горно-ледниковыми формами рельефа на западе поднимается выше 3300—3500 м (вершина Гросглокнер, 3798 м), на востоке до 2400 м. Снеговая граница в среднем находится на высоте 2500—2800 м. Некоторые вершины увенчаны ледниками (Пастерце, длина 9 км). На юге и севере осевая цепь Восточных Альп окаймлена более низкими хребтами, отличающимися большой крутизной склонов, сильной расчленённостью и развитием карста. Вдоль северной периферии Альп, от западной границы на западе до Венского Леса на востоке, — флишевые низкогорья. Для Восточных Альп в пределах Австрии в целом характерны крупные продольные долины (с реками Инн, Зальцах, Энс и др.), а в восточных предгорьях — котловины (Грацская, Клагенфуртская и др.). На востоке расположена Штирийско-Бургенландская холмистая равнина, спускающаяся к Венскому бассейну, являющаяся частью Среднедунайской равнины; на севере и северо-востоке — холмистые низкогорья (400—900 м) Мюльфиртель, Вальдфиртель, Вейнфиртель и др., составляющие южное окаймление кристаллического Чешского массива. Между этим массивом и Восточными Альпами — равнинная полоса (Инфиртель и др.) с несколькими ярусами террас Дуная.

## Геологическое строение и полезные ископаемые

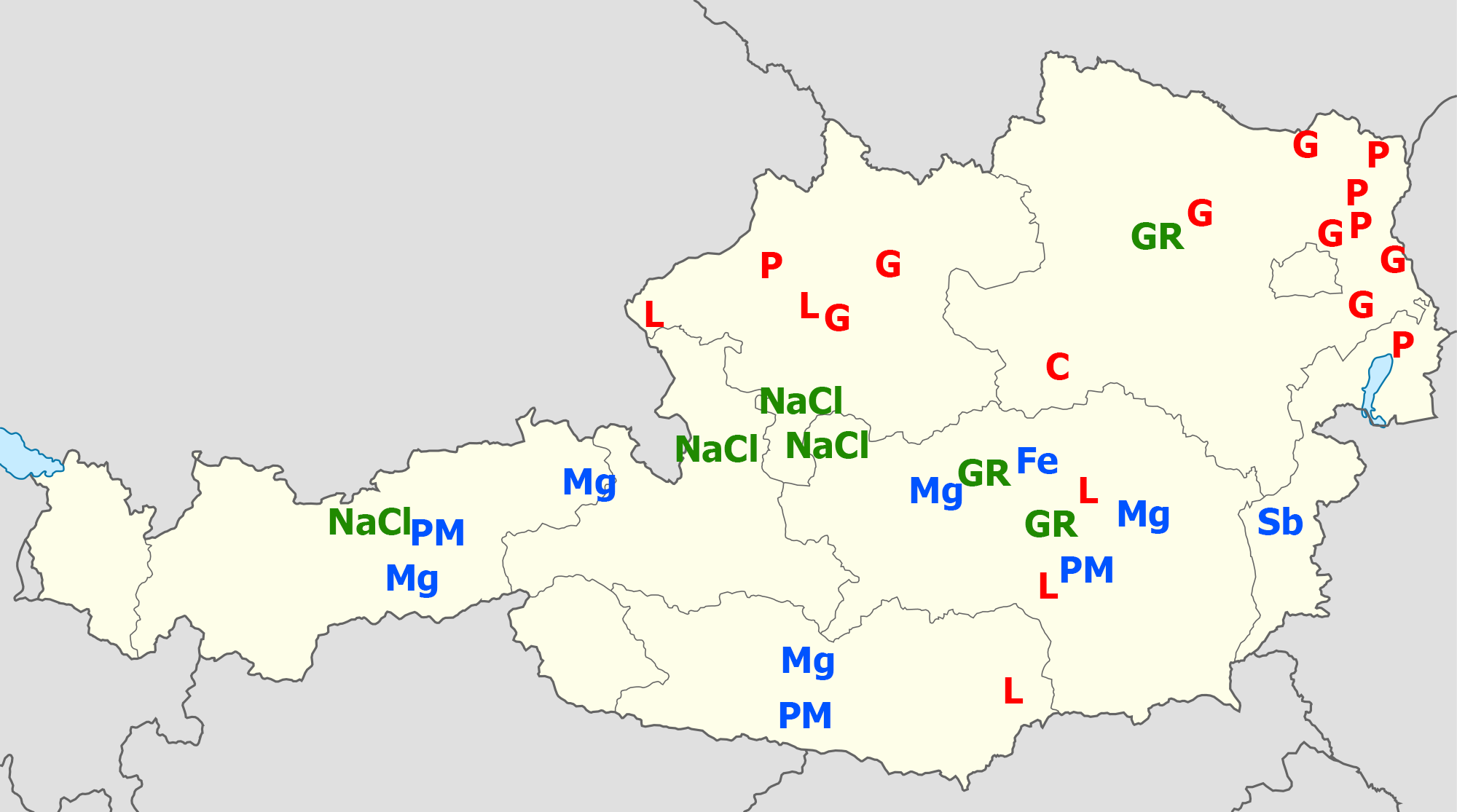
Полезные ископаемые Австрии. Mg — магнезит, Fe — железная руда, PM — полиметаллические руды (Cu, Zn, Pb), Sb — сурьма. C — каменный уголь, L — бурый уголь, G — природный газ, P — нефть. NaCl — поваренная соль, GR — графит.

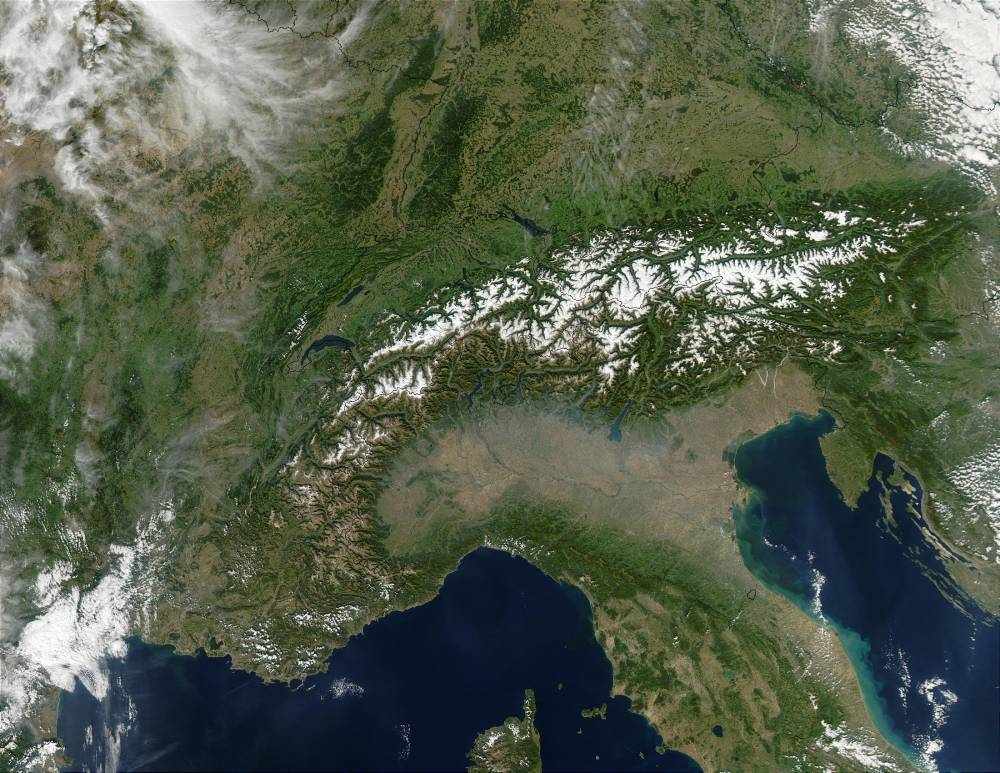
Снимок Альп из космоса

Близ южных границ страны, вдоль реки Гайль, простирается главный разлом, отделяющий внутреннюю (осевую) зону Альп (Ретийские Альпы, Высокий и Низкий Тауэрн, Штирийские Альпы и др.) от южного склона Альп. Последний включает в пределах Австрии северный склон Карнийских Альп, который слагают палеозойские и триасовые породы. Внутренняя зона Восточных Альп сложена древними кристаллическими сланцами и палеозойскими породами, надвинутыми на триасово-юрские метаморфизованные блестящие сланцы и основные вулканиты, выступающие среди более древних пород в Энгадине и Высоком Тауэрне. 
Севернее тянется полоса палеозойских сланцев и песчаников (граувакк), а затем триасовых и юрских известняков, образующих многочисленные восточно-альпийские покровы, надвинутые к северу на следующую сильно суженную зону мелового флиша. В предгорьях на территории Австрии находится часть Предальпийского краевого прогиба, заполненного неогеновыми молассами. 
На левобережье Дуная расположены горы Вейнсбергер-Вальд, сложенные палеозойскими гранитами и докембрийскими кристаллическими сланцами, которые составляют окраину Чешского массива. Восточная часть приурочена к территории молодых впадин Венского бассейна (Малая Венгерская впадина и впадина Граца), заполненных толщами неогеновых отложений.
Важнейшие полезные ископаемые: нефть (23 млн т) и газ (20 млрд м³) (Венский бассейн), магнезит (Штирийские Альпы — Файч), бурый уголь (Штирия, Верхняя Австрия); имеются месторождения железных (гора Эрцберг, в районе Эйзэнерца) и свинцово-цинковых (район Клагенфурта — Блейберга и др.) руд, графита, солей. Минеральные источники — Баден, Бад-Ишль.
Однако среди полезных ископаемых Австрии крайне мало таких, значение которых выходило бы за рамки страны. Исключение составляет магнезит, идущий для производства огнеупоров и отчасти для получения из него металлического магния.
Сравнительно качественные железные руды, но с высоким содержанием металла имеются в Штирии (Эрцберг) и немного в Каринтии (Хюттенберг). В небольших количествах встречаются руды цветных металлов — свинцово-цинковая в Каринтии (Блейберг) и медная в Тироле (Миттерберг). Из химического сырья практическое значение имеет только поваренная соль (в Зальцкамергуте), а из прочих полезных ископаемых — графит и полевой шпат. Значительны запасы строительных материалов — гранита, мрамора, известняка, каолина и др.
Каменного угля практически нет. Промышленных запасов алюминиевой руды и руд легирующих металлов нет.

## Климат
Большие контрасты рельефа—от низменностей до снеговых гор — обуславливают вертикальную зональность климата, почв, растительности. На низменных северо-восточной и восточной окраинах Австрии климат умеренно-тёплый (средняя температура июля в Вене около + 19, января — 0). Тепла достаточно для вызревания винограда, засухи случаются редко. Вверх по долине Дуная влажность повышается, виноградники исчезают, но и здесь ещё довольно тепло и солнечно. В жаркие летние месяцы начинается бурное таяние снегов в горах, что приводит к большим паводкам, в том числе и на Дунае, уровень которого поднимается иногда на 8 — 9 м.
Альпы, поднимаясь на пути влажных западных воздушных течений, являются крупным конденсатором влаги, и на карте осадков они отчётливо выделяются по сравнению с соседними равнинными районами. Особенно много осадков получают северные и западные окраинные хребты, где выпадает от 1500 до 3000 мм в год и преобладает туманная и облачная погода. Внутренние хребты и замкнутые долины и котловины получают значительно меньше влаги (менее 1000 мм). Наибольшее количество осадков выпадает до высоты 1500—2000 м, где лежит зона максимальной облачности. Выше этой зоны погода бывает сухой и ясной.
На склонах Альп отчётливо выражена высотная климатическая поясность, проявляющаяся в переходе от тёплого умеренного и даже субтропического климата южных предгорий к умеренно холодному и суровому высокогорному климату верхних частей гор с частыми морозами, метелями, снегопадами и мощным оледенением. Характерны различия в климатических условиях склонов разной экспозиции, замкнутых долин и котловин. Последние имеют климат с отчётливо выраженным континентальным оттенком, зимними инверсиями температуры и меньшим количеством осадков.
В зимнее время в Альпах накапливается огромное количество снега. В некоторые годы его бывает так много, что альпийские перевалы становятся недоступными, и на железных и автомобильных дорогах на некоторый срок прекращается движение. Весной во многих районах сходят снежные лавины, причём лавиноопасность усиливается из-за чрезмерной вырубки лесов.
Для Альп характерны местные ветры, из них особенно большое значение имеют фёны, которые возникают в переходные сезоны в связи с разностью давлений у северного и южного склонов. На северных склонах фёны проявляются как сухие и тёплые нисходящие ветры, приносящие тепло и ясную погоду, ускоряющие таяние снегов и наступление весны, а осенью способствующие созреванию урожая. Но иногда последствия фёнов бывают катастрофическими, так как усиленное таяние снегов вызывает наводнения, обвалы и разрушения дорог.
На равнинах и предгорьях сравнительно мягкая зима со средне январской температурой — 1-5 градусов. Однако большая альпийская часть страны «обделена» теплом. С подъёмом на каждые 100 метров температура падает на 0,5 — 0,6 градусов. Снеговая линия находится на высоте 2500—2800 метров. Лето в высоких горах холодное, сырое, ветреное, нередко выпадает мокрый снег. Зимой осадков здесь ещё больше: на склонах гор скапливаются гигантские толщи снега, которые часто без видимой причины срываются и устремляются вниз лавинами, сокрушающими все на своем пути. Редкая зима обходится без жертв; разрушаются жилища, дороги, линии электропередач… А иногда в середине зимы снег вдруг исчезает. Так было, например, в дни «белой» Олимпиады в начале 1976 г. в окрестностях Инсбрука. Обычно снега «сгоняются» теплыми южными ветрами — фёнами.

## Внутренние воды
Основная территория Австрии расположена в бассейне Дуная, крайний запад относится к бассейну Рейна. Дунай течёт по Австрии на протяжении 350 км. Крупнейшие его притоки: Инн (с Зальцахом), Энс, Драва и Морава. Горные реки отличаются крутым падением, быстрым течением, обладают значительными энергоресурсами. Для них характерен альпийский режим стока с летним половодьем и резко выраженной зимней меженью.
В Австрии около 580 озёр, главным образом ледникового происхождения. Их особенно много в северных предгорьях Альп (Аттер, Траун и др.). На границе с Германией и Швейцарией— крупное Боденское озеро(всего — 538,5 км²), на границе с Венгрией — озеро Нёйзидлер-Зе(156,9 км, австрийская часть — 135 км).
Горную часть Австрии отличает обилие чистой пресной воды, сосредоточенной помимо ледников и рек в многочисленных альпийских озёрах. В жаркие летние месяцы начинается бурное таяние снегов в горах, что приводит к большим паводкам, в том числе и на Дунае, уровень которого поднимается иногда на 8 — 9 м. Альпийские реки определяют и режим Дуная: особенно многоводным он бывает как раз летом, когда равнинные реки обычно мелеют. Притоки Дуная — Инн, Зальцах, Энс, Драва — таят в себе большие запасы энергии, но все они не судоходны и только частично используются для лесосплава. В стране много озёр, особенно в северных предгорьях Альп и на юге, в Клагенфуртской котловине. Они ледникового происхождения, их котлованы выпаханы древними ледниками; как правило, озера глубоки, с холодной, прозрачной водой.

## Растительность
Альпы — лесной регион. Однако современная картина их почвенно-растительного покрова исключительно пестра. Это — результат, с одной стороны, естественных условий и проявления высотной поясности; с другой — следствие очень глубокого изменения природных условий под влиянием человека. Альпы — классический пример высотной поясности приокеанического сектора умеренного пояса.
Для австрийского растительного мира характерен дубово-буковый лес в долинах, а на высоте более 500 м — буково-еловый смешанный лес. Выше 1200 м преобладает ель, встречаются лиственница и кедр. В предгорьях альпийские луга.
Растительные зоны на территории Австрии сменяют одна другую в следующем порядке: широколиственные (из дуба, бука, ясеня) леса в долине Дуная (правда, сильно поредевшие) сменяются смешанным лесом предгорий. Выше 2000—2200 м их вытесняют хвойные (преимущественно елово-пихтовые, частично сосновые) леса.
Горные леса — одно из национальных богатств Австрии. На карте растительности Средней Европы австрийские Альпы выглядят как единственный крупный зелёный остров. Среди малых западноевропейских государств только Финляндия и Швеция превосходят Австрию в площади лесов. Особенно много пригодных для промышленной эксплуатации лесов в Верхней (горной) Штирии, за что её называют «зелёным сердцем Австрии». Видимо, неслучайно цвет флага земли Штирии, её народных костюмов — зелёный. В период германской оккупации второй мировой войны австрийским лесам был нанесён огромный ущерб. Над лесами и разрежёнными карликовыми кустарниками — субальпийские (матты) и альпийские (альмы) луга.
Нижний пояс Альп, примерно до высоты 1000 м, очень разнообразен по климату и растительному покрову, его условия близки к условиям соседних равнин. На юге чувствуется влияние Средиземноморья и можно встретить субтропические виды почв и растительности. На западе по склонам поднимаются дубовые, каштановые и буковые леса на бурых лесных почвах, на севере — менее теплолюбивые смешанные леса на подзолистых почвах, с востока же к Альпам подступает лесостепь. Этот нижний пояс, наиболее населённый и значительно изменивший свой естественный растительный покров, называют культурным поясом Альп.
На большой высоте климатические условия становятся более однообразными. До высоты примерно 1800—2200 м в полосе умеренной температуры и обильных осадков поднимается пояс лесов на горных буроземах и подзолистых почвах. Состав лесов изменяется с высотой, а также в зависимости от местоположения и экспозиции склонов. Во влажных местах, на тенистых северных склонах распространён буковый лес, часто с примесью ели. Более высокие, сухие и солнечные склоны покрыты прекрасными елово-пихтовыми лесами. Во многих районах леса сведён. На обезлесенных склонах усиливаются процессы эрозии почв, лавинная деятельность и другие явления, приносящие большой ущерб. Современная верхняя граница лесных массивов в Альпах в результате ежегодного выпаса скота в субальпийском поясе сильно снижена и почти нигде не зависит от естественных условий.
Выше лесного лежит субальпийский пояс, где кустарниковая растительность с пышными субальпийскими лугами и отдельными угнетёнными деревьями. Росту деревьев препятствует краткость вегетационного периода, сильные ветры, резкие колебания температуры и влажности. Наиболее благоприятен этот пояс для роста трав, которые достигают исключительной пышности и красоты. Для собственно альпийского пояса на высоте до 2500—3000 м характерны полное отсутствие древесной растительности, преобладание низкорослых, редко растущих многолетних трав и распространение болот. Он постепенно переходит в пояс вечных снегов и льдов, где иногда можно встретить типичного представителя флоры Альп — низкорослый серебристый эдельвейс.
Окружающая среда в большей части Австрии пока ещё не находится под такой угрозой загрязнения, как в большинстве других промышленно развитых стран Европы. В первую очередь это касается Альп с их редким населением и в общем незначительной по отношению к этой обширной территории промышленностью.

## Животный мир
Фауна Австрии — типичная центральноевропейская. В высокогорных районах Восточных Альп состав фауны типично альпийский.
В Альпах больше диких животных, чем в соседних густонаселённых областях Европы. Особенно это относится к горным хребтам, где находят убежище многие животные, вытесняемые человеком из равнинных и низкогорных районов. Многие животные Альп проводят зиму в лесном поясе, а на лето поднимаются пастись в высокогорные луга; другие живут постоянно в том или ином поясе.
Но истребление лесов, распашка открытых пространств привели к полному или частичному истреблению некоторых ранее широко распространённых видов животного мира Австрии. В лесной зоне, главным образом в заповедниках (Высокий Тауэрн, Гросглокнер и др.), сохранились редкие в Европе виды животных: благородный олень, лось, косуля, бурый медведь, кабан, горный орёл. В высокогорных районах — альпийский сурок, серна, альпийский козёл. В степном районе около озера Нёйзидлер-Зе — пурпурная цапля.
В горных лесах, в основном в заповедниках, обитают копытные — благородные олени, серны, горные бараны, горные козлы, а из птиц — глухари, тетерева, куропатки. На равнинах, где уже почти все земли возделаны, крупных диких животных давно нет. Но пока ещё здесь встречаются лисицы, зайцы, грызуны.
В реках и озёрах Австрии распространены лещ, линь, сом, угорь, сазан, щука, налим, окунь, жерех, судак, берш, голавль, язь, плотва, краснопёрка, елец, белоглазка, синец, рыбец, густера, чехонь, хариус, усачи, караси, подуст, чоп, быстрянка, уклейка, верховка, шемая, бычки, голец усатый, щиповки, миноги, пескари, ерши, вьюн, гольян, горчак и др. Встречается стерлядь, дунайский лосось, гольцы, пелядь и некоторые другие сиги (из них 3 вида встречаются только в Австрии). Интродуцированы малоротый и большеротый окунь, солнечник, радужная форель, трёхиглая и девятииглая колюшки, кошачьи сомы и некоторые другие рыбы.

## Природные районы
Выделяются 2 группы природных районов.
- Альпийская группа:
  - Северный район,
  - Центральный, или Осевой,
  - Восточный район.
- Внеальпийская группа:
  - Штирийско-Бургенландский район,
  - Придунайский террасовый район,
  - Низкогорнохолмистый район левобережья Дуная.